# マルチン・ヘルド
マルチン・ヘルド（Marcin Held、男性、1992年1月18日 - ）は、ポーランドの総合格闘家。シロンスク県ティヒ出身。グレイシー・バッハ・バスティオン・ティヒ所属。マーチン・ヘルドとも表記される。
足関節技を得意とし、「ポーランドの足関王」などと呼ばれる。

## 来歴
9歳からブラジリアン柔術を始め、2008年にプロ総合格闘技デビュー。

### Bellator
2011年3月12日、Bellator初参戦となったBellator 36のライト級トーナメント1回戦でマイケル・チャンドラーと対戦し、肩固めで見込み一本負けを喫した。
2012年10月19日、Bellator 77のライト級トーナメント1回戦でムラッド・マチャエフと対戦し、3-0の判定勝ち。11月16日、Bellator 81の準決勝でリッチ・クレメンティと対戦し、アンクルホールドで一本勝ち。2013年3月21日、Bellator 93の決勝でデイブ・ジャンセンと対戦し、0-3の判定負けを喫した。
2014年3月21日、Bellator 113のライト級トーナメント1回戦でホドリゴ・カバレイロと対戦し、アンクルホールドで一本勝ち。4月18日、Bellator 117の準決勝でデレック・アンダーソンと対戦し、三角絞めで一本勝ち。9月26日、Bellator 126の決勝でパトリッキー・フレイレと対戦し、3-0の判定勝ちを収め優勝を果たした。
2015年11月6日、Bellator 145の世界ライト級タイトルマッチでウィル・ブルックスと対戦し、0-3の判定負けを喫し王座獲得に失敗した。

### UFC
2016年11月5日、UFC初参戦となったUFC Fight Night: dos Anjos vs. Fergusonでディエゴ・サンチェスと対戦し、0-3の判定負けを喫した。
2017年10月21日、UFC Fight Night: Cowboy vs. Tillでナスラット・ハクパラストに判定勝ち。UFCから契約更新のオファーがあるが断りACBと契約した。

## 戦績

### 総合格闘技
| 総合格闘技 戦績 | 総合格闘技 戦績 | 総合格闘技 戦績 | 総合格闘技 戦績 | 総合格闘技 戦績 | 総合格闘技 戦績 | 総合格闘技 戦績 |
| --------------- | --------------- | --------------- | --------------- | --------------- | --------------- | --------------- |
| 37 試合         | (T)KO           | 一本            | 判定            | その他          | 引き分け        | 無効試合        |
| 28 勝           | 4               | 15              | 9               | 0               | 0               | 0               |
| 9 敗            | 1               | 1               | 7               | 0               | 0               | 0               |

| 勝敗 | 対戦相手                     | 試合結果                            | 大会名                                                                | 開催年月日     |
| ○    | マイルズ・プライス           | 2R 2:37 ギロチンチョーク            | PFL 9                                                                 | 2022年8月20日  |
| ×    | ナタン・シュルテ             | 5分3R終了 判定0-3                   | PFL 4                                                                 | 2022年6月17日  |
| ×    | オリビエ・オービン＝メルシエ | 5分3R終了 判定0-3                   | PFL 4                                                                 | 2021年6月10日  |
| ○    | ナタン・シュルテ             | 5分3R終了 判定3-0                   | PFL 1                                                                 | 2021年4月23日  |
| ○    | ディエゴ・ブランダオン       | 5分3R終了 判定3-0                   | ACA 96: Goncharov vs. Johnson                                         | 2019年6月8日   |
| ○    | ムーサ・カマナエフ           | 1R 2:09 ヒールフック                | ACB 90: Vakhaev vs. Bilostenniy                                       | 2018年11月10日 |
| ○    | カラン・ポッター             | 1R 1:09 ヒールフック                | ACB 88: Barnatt vs. Celinski                                          | 2018年6月16日  |
| ○    | ナスラット・ハクパラスト     | 5分3R終了 判定3-0                   | UFC Fight Night: Cowboy vs. Till                                      | 2017年10月21日 |
| ×    | ダミール・ハジョビッチ       | 3R 0:07 KO（左膝蹴り）              | UFC Fight Night: Gustafsson vs. Teixeira                              | 2017年5月28日  |
| ×    | ジョー・ローゾン             | 5分3R終了 判定1-2                   | UFC Fight Night: Rodriguez vs. Penn                                   | 2017年1月15日  |
| ×    | ディエゴ・サンチェス         | 5分3R終了 判定0-3                   | UFC Fight Night: dos Anjos vs. Ferguson                               | 2016年11月5日  |
| ○    | デイブ・ジャンセン           | 5分3R終了 判定3-0                   | Bellator 155: Carvalho vs. Manhoef                                    | 2016年5月20日  |
| ×    | ウィル・ブルックス           | 5分5R終了 判定0-3                   | Bellator 145: With a Vengeance 【Bellator世界ライト級タイトルマッチ】 | 2015年11月6日  |
| ○    | タイガー・サルナフスキー     | 3R 1:11 膝十字固め                  | Bellator 136: Brooks vs. Jansen                                       | 2015年4月10日  |
| ○    | パトリッキー・フレイレ       | 5分3R終了 判定3-0                   | Bellator 126 【ライト級トーナメント 決勝】                            | 2014年9月26日  |
| ○    | ネイト・ジョリー             | 1R 4:20 腕ひしぎ十字固め            | Bellator 120                                                          | 2014年5月17日  |
| ○    | デレック・アンダーソン       | 2R 3:09 三角絞め                    | Bellator 117 【ライト級トーナメント 準決勝】                          | 2014年4月18日  |
| ○    | ホドリゴ・カバレイロ         | 1R 1:56 アンクルホールド            | Bellator 113 【ライト級トーナメント 1回戦】                           | 2014年3月21日  |
| ○    | ライアン・ヒーリー           | 1R 1:12 KO（右ストレート→パウンド） | Bellator 101                                                          | 2013年9月27日  |
| ×    | デイブ・ジャンセン           | 5分3R終了 判定0-3                   | Bellator 93 【ライト級トーナメント 決勝】                             | 2013年3月21日  |
| ○    | リッチ・クレメンティ         | 2R 3:04 アンクルホールド            | Bellator 81 【ライト級トーナメント 準決勝】                           | 2012年11月16日 |
| ○    | ムラッド・マチャエフ         | 5分3R終了 判定3-0                   | Bellator 77 【ライト級トーナメント 1回戦】                            | 2012年10月19日 |
| ○    | デリック・ケニントン         | 1R 2:08 ヒールフック                | Bellator 68                                                           | 2012年5月11日  |
| ○    | フィリップ・ノヴァー         | 5分3R終了 判定2-1                   | Bellator 59                                                           | 2011年11月26日 |
| ○    | カレオ・クワン               | 1R 0:55 ヒールフック                | Australian FC 2: Lombard vs. Taylor                                   | 2011年9月3日   |
| ×    | マイケル・チャンドラー       | 1R 3:56 TKO（肩固め）               | Bellator 36 【ライト級トーナメント 1回戦】                            | 2011年3月12日  |
| ○    | ボーヤン・コセドナー         | 2R 3:24 膝十字固め                  | IFF: The Eternal Struggle                                             | 2010年10月8日  |
| ○    | ジーン・シウバ               | 2R 2:30 TKO（膝の負傷）             | Pro Fight 5                                                           | 2010年6月18日  |
| ×    | ウカシュ・サイェフスキ       | 5分2R終了 判定0-3                   | AOF 7: Support for Haiti                                              | 2010年5月29日  |
| ○    | プシェミスワフ・ズビツィアク | 1R 3:11 リアネイキドチョーク        | Ring XF 1: First Battle                                               | 2010年3月13日  |
| ○    | ボリス・マニコフスキ         | 1R 2:10 腕ひしぎ十字固め            | MMA Challengers 2 【ライト級トーナメント 決勝】                       | 2009年12月6日  |
| ○    | マリウシュ・アブラミウク     | 1R 3:23 リアネイキドチョーク        | MMA Challengers 2 【ライト級トーナメント 準決勝】                     | 2009年12月6日  |
| ○    | イレネウシュ・ミラ           | 4分2R終了 判定3-0                   | MMA Challengers 2 【ライト級トーナメント 1回戦】                      | 2009年12月6日  |
| ○    | ラファウ・ラソタ             | 3R TKO（脚の負傷）                  | Shooto Poland: Held vs. Lasota                                        | 2009年11月21日 |
| ○    | マリウシュ・ピオスコヴィク   | 2R 4:49 TKO（パンチ連打）           | Bytomska Gala MMA 2                                                   | 2009年5月23日  |
| ○    | アルトゥル・ソヴィニスキ     | 5分2R終了 判定2-0                   | MMA Challengers 1                                                     | 2009年5月3日   |
| ○    | マテウシュ・ピウルコフスキ   | 1R 4:01 腕ひしぎ十字固め            | Abak Moto                                                             | 2008年9月28日  |

### グラップリング
| 勝敗 | 対戦相手         | 試合結果          | 大会名    | 開催年月日    |
| ×    | ゲイリー・トノン | 3:35 ヒールフック | Polaris 1 | 2015年1月10日 |

## 獲得タイトル
- MMAC 2ライト級トーナメント 優勝（2009年）
- 欧州柔術選手権 紫帯ライト級 優勝（2010年）
- FILAグラップリング世界選手権 ギ70kg級 準優勝（2010年）
- パンクラチオン世界選手権 75kg級 準優勝（2010年）
- ADCC 2010ポーランド選手権 77kg未満級 優勝（2010年）
- FILAグラップリング欧州選手権 ノーギ75kg級 優勝（2011年）
- Bellatorシーズン10 ライト級トーナメント 優勝（2014年）
- QUINTET.1 優勝（2018年）

## 表彰
- ブラジリアン柔術 黒帯